# RTS Première

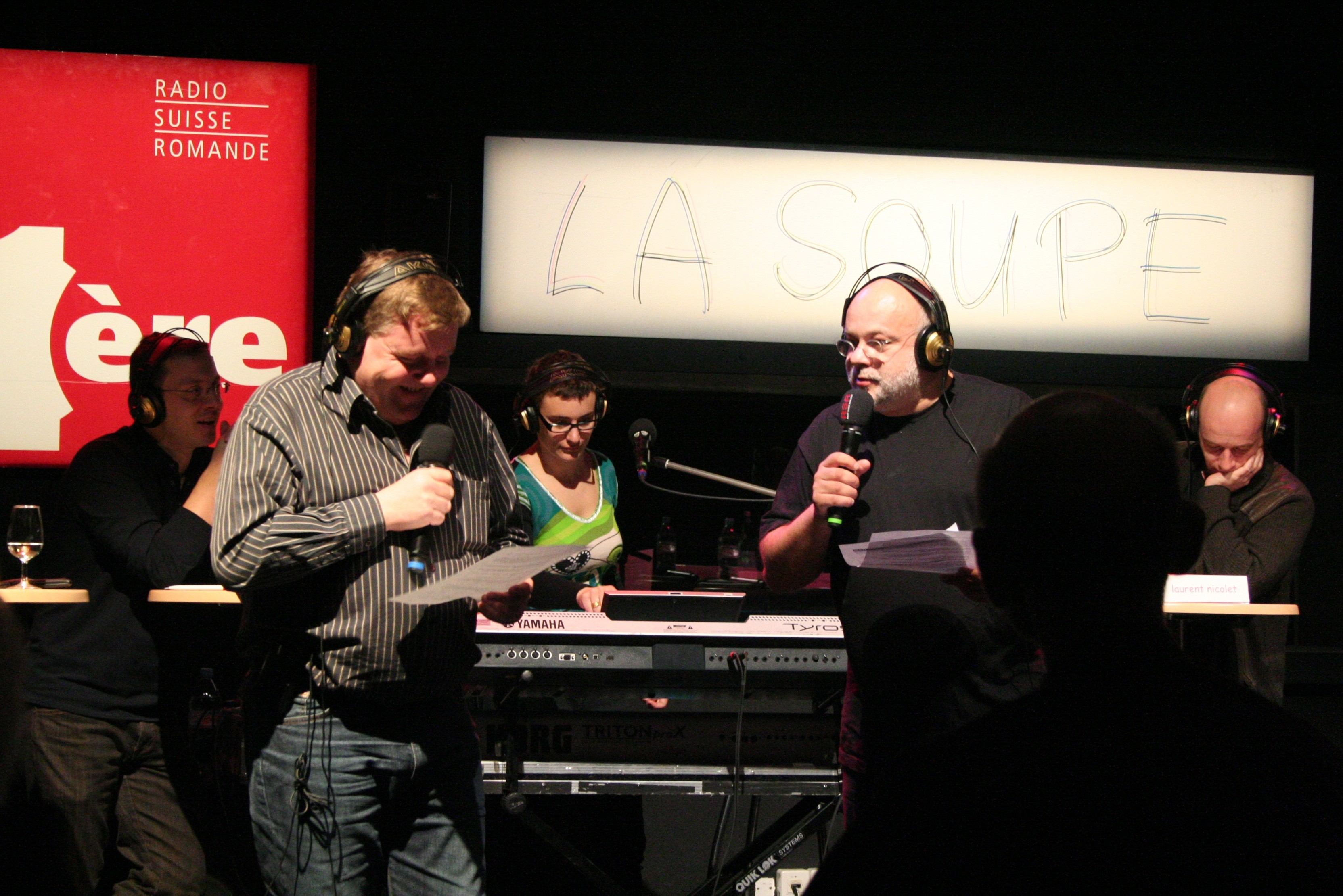
La Soupe, un programa de la radio.

RTS Première es la primera estación de radio de lengua francesa en Suiza, propiedad de Radio Télévision Suisse (RTS). Fundada en septiembre de 1922, su programación es de carácter general, cultural y musical. Su sede y estudios se encuentran en Lausana.

## Difusión
RTS Première se emite en Suiza a través de FM, DAB, por satélite (Hot Bird), por cable e Internet. Algunos programas se proporcionan como un podcast.